# إدارة الهجرة ومراقبة حدود صوماليلاند
إدارة الهجرة والمراقبة حدود صوماليلاند "(SIBC)" (بالصومالية: Waaxda Socdaalka Somaliland ama Ciidanka Socdaalka Somaliland) (بالإنجليزية: Somaliland Immigration and Border Contro) هي السلطة الرئيسية لتنفيذ وتنفيذ قوانين الهجرة في جمهورية صوماليلاند ذات الاعتراف المحدود.  أنشئت في إطار وزارة الداخلية، وهي مكلفة بمسؤولية مراقبة ومراقبة وتنظيم دخول وخروج وإقامة الرعايا الأجانب في صوماليلاند.
إدارة الهجرة مسؤولة أيضًا عن إصدار جوازات سفر صوماليلاند.

## الحصول على تأشيرة

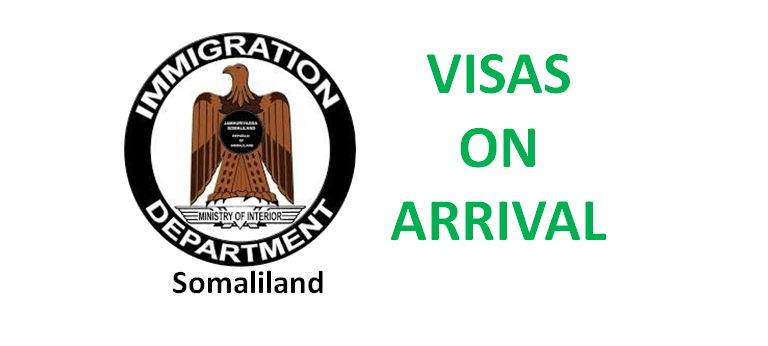
.

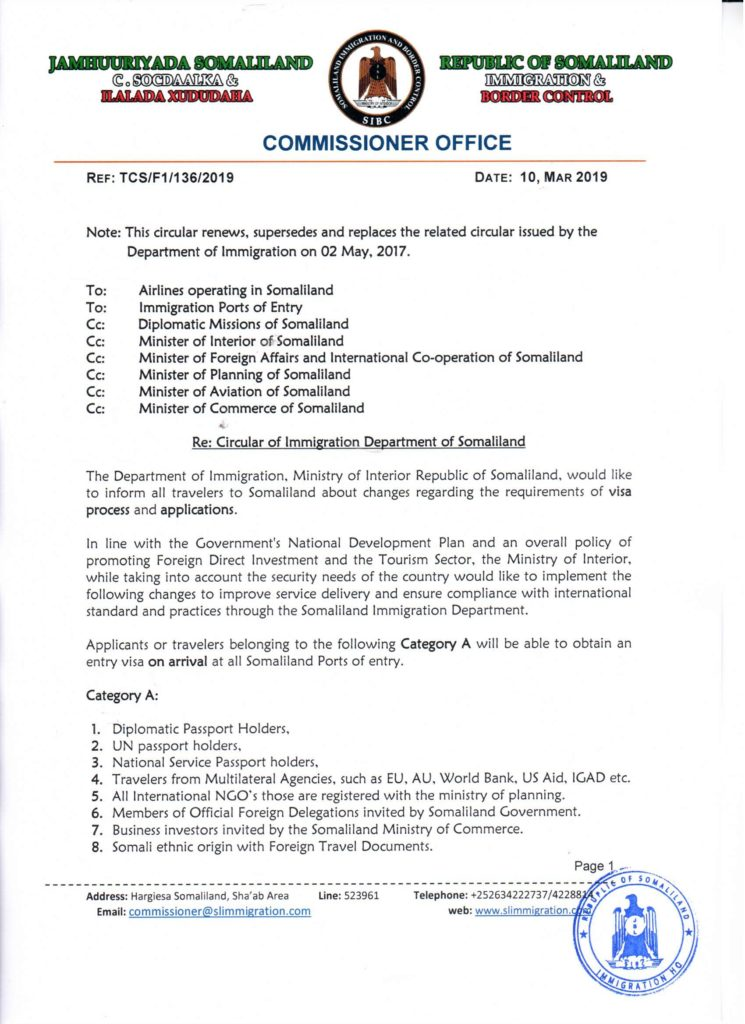
سياسة تأشيرة أرض الصومال.

سيتمكن مقدمو الطلبات أو المسافرون الذين ينتمون إلى الفئة أ التالية من الحصول على تأشيرة دخول عند الوصول إلى جميع منافذ دخول أرض الصومال.
الفئة أ:
1. حاملي جوازات السفر الدبلوماسية.
2. حاملي جوازات سفر الأمم المتحدة.
3. حاملي جواز الخدمة الوطنية.
4. المسافرون من الوكالات المتعددة الأطراف، مثل الاتحاد الأوروبي، الاتحاد الأفريقي، البنك الدولي، الوكالة الأمريكية للتنمية الدولية، إيقاد إلخ.
5. جميع المنظمات غير الحكومية الدولية المسجلة لدى وزارة التخطيط.
6. أعضاء الوفود الخارجية الرسمية بدعوة من حكومة أرض الصومال.
7. مستثمرو الأعمال بدعوة من وزارة التجارة في أرض الصومال.
8. الأصل العرقي الصومالي مع وثائق السفر الأجنبية.
9. يمكن للمسافرين من البلدان التالية الحصول على تأشيرات عند الوصول. الدول الأوروبية، كندا، الولايات المتحدة الأمريكية، البرازيل، الصين، روسيا، تركيا، مصر، جنوب إفريقيا، المغرب، تونس، أعضاء مجلس التعاون الخليجي (دول مجلس التعاون الخليجي) مثل السعودية، الإمارات العربية المتحدة، البحرين، قطر، عمان، الكويت، ودول منطقة الإيقاد.

الفئة ب:

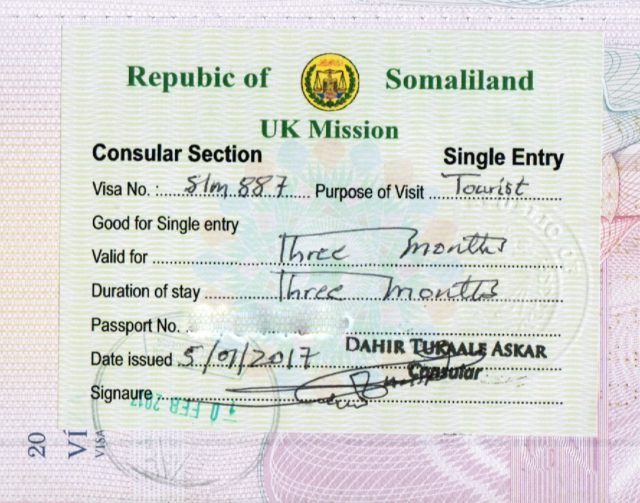
تأشيرة سياحة صوماليلاند صادرة مكتب اتصال صوماليلاند في المملكة المتحدة مع تاريخ دخول وخروج صوماليلاند

يُطلب من جميع المتقدمين الآخرين، بغض النظر عن جنسيتهم، الحصول على تأشيرة عمل، أو سياحة، أو صحة، أو تعليم، أو تأشيرة عبور، وما إلى ذلك، للتقدم قبل وصولهم إلى قسم الهجرة الرئيسي من خلال وكلائهم المحليين أو بعثاتهم الدبلوماسية في أرض الصومال. مكاتب في بلدان إقامتهم.
يمكن الحصول على المتقدمين الذين لا يُسمح لهم بالتأشيرات عند الوصول من مكاتب البعثة الدبلوماسية في أرض الصومال مثل (لندن، الإمارات العربية المتحدة، نيروبي، أديس أبابا، جيبوتي، إلخ). بالإضافة إلى ذلك، يمكن الحصول على نماذج التأشيرات من خلال موقع الويب الخاص بإدارة الهجرة.

## الحصول على جواز سفر

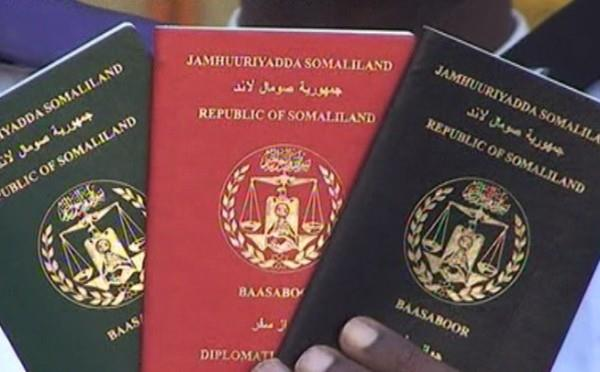
أنواع جوازات سفر صوماليلاند

يتم إصدار جواز سفر صوماليلاند من قبل دائرة مراقبة الهجرة والحدود في أرض الصومال.
لا يمكن إصدار جواز سفر صوماليلاند إلا لمواطني أرض الصومال بشرط أن يثبت جنسيته و يفي بالمتطلبات التالية:
1. على المتقدم تقديم صورة من بطاقته القيدية الممنوحة له خلال فترة الانتخاب.
2. يجب على مقدم الطلب أيضًا إحضار مستند من إدارة البحث الجنائي، يثبت أن مقدم الطلب لم يرتكب أي جريمة
3. يجب على مقدم الطلب أيضًا إحضار مستند من مكتب المدعي العام المحلي للتحقق من أن مقدم الطلب لم يرتكب أي جريمة.
4. يجب على مقدم الطلب تقديم 3 صور بحجم جواز السفر.
5. يجب أن يكون لدى مقدم الطلب نموذج طلب جواز سفر مكتمل.

## روابط خارجية
- موقع مكتب الهجرة ومراقبة الحدود في أرض الصومال باللغة الإنجليزية